# The Casuals
The Casuals waren eine britische Popband, die vornehmlich als Beispiel für ein One-Hit-Wonder in Erinnerung geblieben ist.

## Bandgeschichte
Bereits 1958 versuchten sich Howard Newcomb und John Tebb als Duo, wobei sie aber insbesondere nach Feierabend Musik machten. Anfang der 1960er Jahre stieß dann Alan Taylor zu ihnen. Als Trio gingen sie nach London, um dort Karriere zu machen. Das klappte jedoch nicht. 1966 ließen sie sich in Italien nieder und arbeiteten abwechselnd in Rom und Mailand. Aus dieser Zeit stammen Songs wie Adios amore und Il sole non tra, die in Italien recht erfolgreich waren.
Im November 1967 stieß dann der Schlagzeuger Bob O’Brien zu ihnen, und Mitte 1968 glückte dem Quartett dann mit Jesamine (geschrieben von Marty Wilde) der erste und einzige Hit. Im gleichen Jahr steuerten sie Seven Times Seven zu der Gaunerkomödie Der Coup der 7 Asse bei. Der Nachfolgetitel Toy kam nur noch auf Platz 30 der britischen Charts.

## Mitglieder
- Howard Newcomb (Gesang, Gitarre)
- John Tebb (Piano, Orgel, Gesang)
- Alan Taylor (E-Bass, Gesang)
- Bob O’Brien (Schlagzeug, Gesang)